# Mandera (città)
Mandera (in somalo Suftu o Suuftu) è una città del Kenya, capoluogo dell'omonima contea.

## Geografia fisica

### Territorio
Mandera è situata vicino al confine con la Somalia e l'Etiopia.
Come molte altre città nella Provincia Nordorientale, Mandera è abitata da popolazioni di etnia somala. Le tribù di maggiore rilevanza nella città sono i Murule, i Garre e i Degodiya. Vi sono inoltre gli Sheekhaal, i Marehan, gli Sharmooge e i Leysan.

### Clima
Secondo la classificazione dei climi di Köppen Mandera sorge in una zona arida. La temperatura è molto elevata durante tutto l'anno. Le temperature diurne raramente scendono sotto i 30 °C mentre le notturne non scendono sotto i 20 °C. Le precipitazioni piovose sono molto scarse. I periodi di siccità sono ricorrenti e causano gravi carestie. Durante questi periodi muoiono molti capi di bestiame appartenenti alle popolazioni nomadi che abitano nei villaggi rurali attorno a Mandera.
| Mandera             | Mesi | Mesi | Mesi | Mesi | Mesi | Mesi | Mesi | Mesi | Mesi | Mesi | Mesi | Mesi | Stagioni | Stagioni | Stagioni | Stagioni | Anno |
| Mandera             | Gen  | Feb  | Mar  | Apr  | Mag  | Giu  | Lug  | Ago  | Set  | Ott  | Nov  | Dic  | Inv      | Pri      | Est      | Aut      | Anno |
| ------------------- | ---- | ---- | ---- | ---- | ---- | ---- | ---- | ---- | ---- | ---- | ---- | ---- | -------- | -------- | -------- | -------- | ---- |
| T. max. media (°C)  | 35   | 36   | 36   | 35   | 33   | 32   | 32   | 33   | 34   | 34   | 34   | 35   | 35,3     | 34,7     | 32,3     | 34       | 34,1 |
| T. min. media (°C)  | 23   | 25   | 26   | 26   | 25   | 24   | 23   | 23   | 24   | 24   | 24   | 23   | 23,7     | 25,7     | 23,3     | 24       | 24,2 |
| Precipitazioni (mm) | 1    | 4    | 24   | 83   | 24   | 0    | 0    | 1    | 2    | 43   | 36   | 9    | 14       | 131      | 1        | 81       | 227  |

## Conflitti intertribali
Per via delle guerre intertribali tra i clan dei Murule e Garre (ambedue appartenenti all'etnia somala), dal 19 dicembre 2004, sono morte 100 persone. Nel distretto di Mandera Est predominano tribù dei Murule, mentre nel distretto di Mandera centrale (formatosi dal distretto di Mandera Est nel 1988) la tribù di maggioranza è quella dei
Garre. A peggiorare la situazione ha contribuito l'ulteriore suddivisione del territorio del distretto di Mandera da parte dell'amministrazione KANU, tra il 1982 e il 2002.

La Guerra civile somala ha causato un aumento di conflitti nell'intera provincia Nordorientale. Il conflitto tra le tribù dei Murule e Garre nel distretto di Mandera ha continuato ad esistere anche dopo il 2007, soprattutto per il bestiame e le zone di pascolo ad esso legate.
Nel 2008, il governo del Kenya ha dovuto inviare dei militari per sedare la lite tra le due tribù. La Human Rights Watch accusa i soldati del Kenya di aver torturato i residenti di Mandera e di avere stuprato le loro donne.
Secondo il tradizionale "sistema Heer" gli anziani appartenenti alle due diverse tribù dei Murule e dei Garre giocano un ruolo importante come intermediari fra le due tribù. Il sistema Heer è tipico di tutta la provincia Nordorientale del Kenya.
Un'associazione di solidarietà internazionale guidata dagli Stati Uniti, la Combined Joint Task Force - Horn of Africa (CJTF-HOA), con sede a Gibuti, opera nella zona di Mandera Est. L'ambasciatore degli Stati Uniti in Kenya, William M. Bellamy, insieme all'onorevole Shabaan Isaak, deputato del Kenya, ha inaugurato la Scuola Secondaria Arabia, nel distretto di Mandera, nel gennaio del 2004. La scuola si trova a 70 km a sud della città di Mandera ed è una delle più grandi mai costruite da un'associazione statunitense di solidarietà. La Scuola Secondaria Arabia, dotata di biblioteca, mensa e cucina, è frequentata da 240 studenti.

Personalità di spicco della città di Mandera sono il direttore della Barclays Bank del Kenya, Adan Mohamed, e l'ex presidente della Law Society del Kenya, Ahmed Nasser. Nelle ultime elezioni del 2007 Shaaban Issack è stato sconfitto da Hussein, militante dell'ODM.